# Belize (rivier)
De Belize (Engels: Belize River, Spaans: Río Belice) is een rivier in Guatemala en Belize.
De Belize wordt gevormd door de samenvloeiing van de Mopan en de Macal. De rivier is bevaarbaar van de Guatemalteekse grens tot de uitmonding iets ten noorden van Belize City in de Caraïbische Zee. In Belize heeft de rivier de bijnaam Old River.
Mayavindplaatsen aan of nabij de Belize zijn Xunantunich, Chaa Creek en Cahal Pech.
- Nationale Bibliotheek van Israël: 987007564852405171
- Virtual International Authority File: 137284590